# Martina Pinto
Martina Pinto (ur. 3 września 1989 w Mombasie) – włoska aktorka.

## Życiorys
Zadebiutowała w 2001 roku w filmie telewizyjnym Człowiek który kochał kobiety - Bel Ami (L'uomo che piaceva alle donne - Bel Ami), a w 2003 roku zagrała w filmie telewizyjnym pt. Maria Goretti (reż. Giulio Base), gdzie wcieliła się w rolę św. Marii Goretti. W 2006 roku dołączyła do obsady opery mydlanej Sottocasa, gdzie zagrała rolę Benedetty Zoia. Jeszcze w tym roku wystąpiła w serialu Nati ieri. W 2010 roku zagrała w kolejnym serialu Caterina i jej córki.